# BI-30
La BI-30 aussi appelée Circunvalación norte de Bilbao entoure la ville de Bilbao d'est en ouest   par le nord de l'agglomération.
D'une longueur de 20 km environ, elle relie les autoroutes A-8 à Barakaldo et AP-8 à hauteur de Erletxe à l'est de la ville.
Elle dessert tout le nord de Bilbao ainsi que les petites communes alentour.

## Tracé
- Elle débute à l'est de Bilbao à Erletxe où elle se détache de l'AP-8 en provenance de Saint-Sébastien, France.
- Avant de longer le centre urbain, elle contourne les montagnes Pagasarri.
- À hauteur de Gautegiz-Arteaga, elle croise la BI-631 qui relie l'Aéroport international de Bilbao et Mungia.
- 5 km plus loin, se trouve l'échangeur pour les tunnels payants d'Artxanda pour accéder au centre de Bilbao.
- La N-637 poursuit son chemin avant de bifurquer avec la BI-637 à destination du Port de Bilbao et de Getxo.
- Elle entame sa partie de desserte ouest avant de se connecter à l'A-8 à Barakaldo.

## Sorties

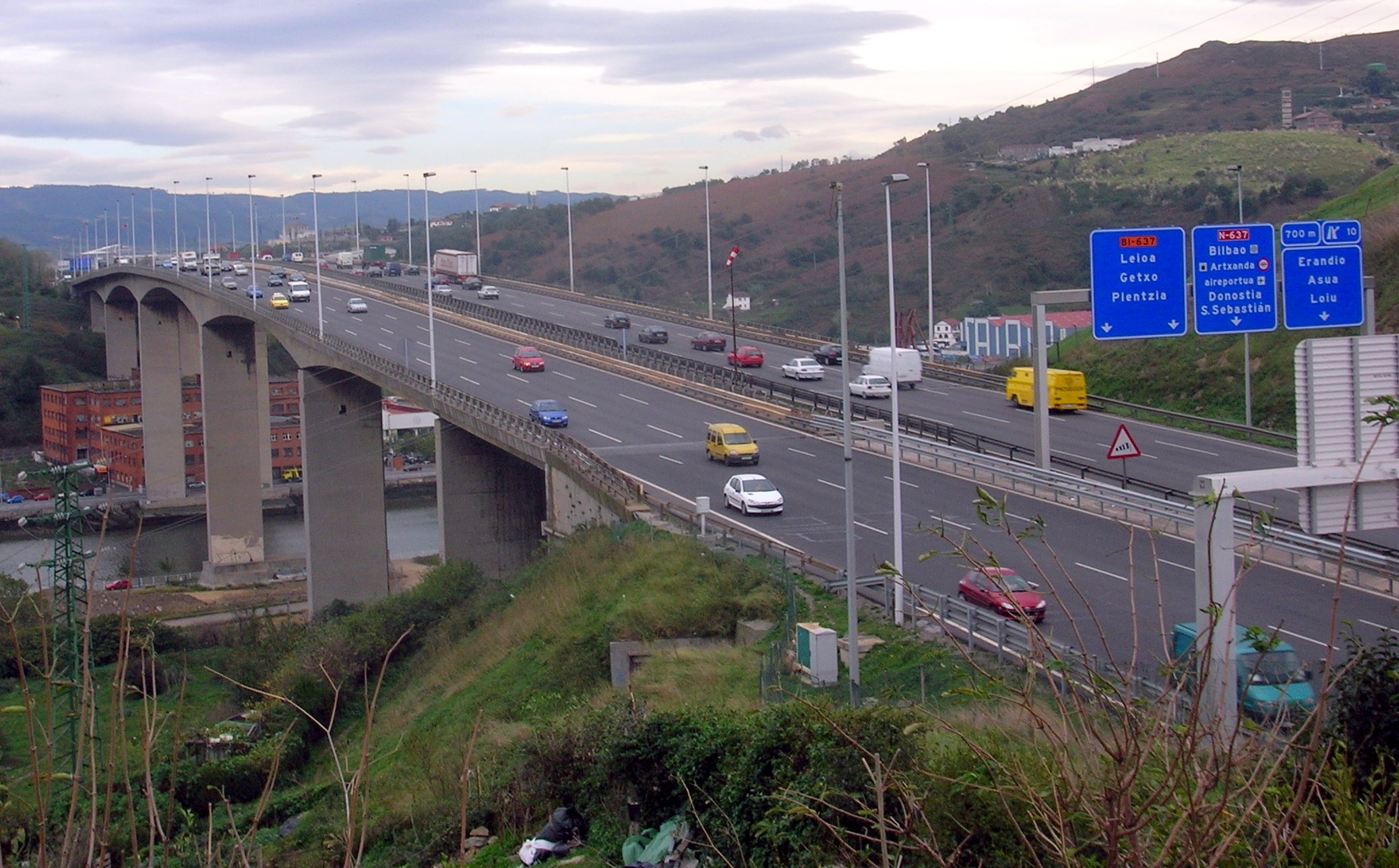
Bifurcation avec la BI-637 au nord de Bilbao

| Numéro de la sortie | Nom de la sortie | Bifurcation       |
| ------------------- | --- | ----------------- |
|                     | Saint-Sébastien - France Santander - Bilbao Sud - Vitoria-Gasteiz                                                                                | AP-8              |
| 01                  | Larrabetzu Sud |                   |
| 02                  | Larrabetzu Ouest - Aretxalde | N-637             |
| 03                  | Zone Industrielle Torrelaragoiti |                   |
|                     | Mungia - Gautegiz-Arteaga - Aéroport international de Bilbao Bilbao Ouest - Bilbao-Avenida Zumalacàregui                                         | BI-631            |
| 04                  | Sondika - Zone Industrielle Terreteaga | BI-737            |
| 05                  | Bilbao Nord Bilbao-Avenida Lehendakari Bilbao-Puente Principes de Espana Bilbao-Avenida Maurice Ravel                                            | Tunnel d'Artxanda |
| 06                  | Bilbao Ouest - Bilbao-Avenida Enekuri Plentzia - Zabaloetxe                                                                                      | BI-3704           |
|                     | Getxo - Sopelana | BI-637            |
| 07                  | Barakaldo |                   |
|                     | Santander - Portugalete - Port de Bilbao Saragosse - Saint-Sébastien - Vitoria-Gasteiz Trapagaran - Bilbao Centre - Bilbao-Avendia de Montevideo | A-8 N-634         |